# Rino Formica
Pour les articles homonymes, voir Formica (homonymie).
Rino Formica (né en 1927 à Bari) est un homme politique italien.